# Rio Marcolino
Rio Marcolino är ett vattendrag i Brasilien.   Det ligger i delstaten São Paulo, i den sydöstra delen av landet, 900 km söder om huvudstaden Brasília.
I omgivningarna runt Rio Marcolino växer i huvudsak städsegrön lövskog. Runt Rio Marcolino är det mycket tätbefolkat, med 1 573 invånare per kvadratkilometer.